# Mercedes-Benz OM660
La sigla Mercedes-Benz OM660 indica un motore diesel prodotto dal 1999 al 2015 dalla Casa tedesca Mercedes-Benz.

## Profilo e caratteristiche

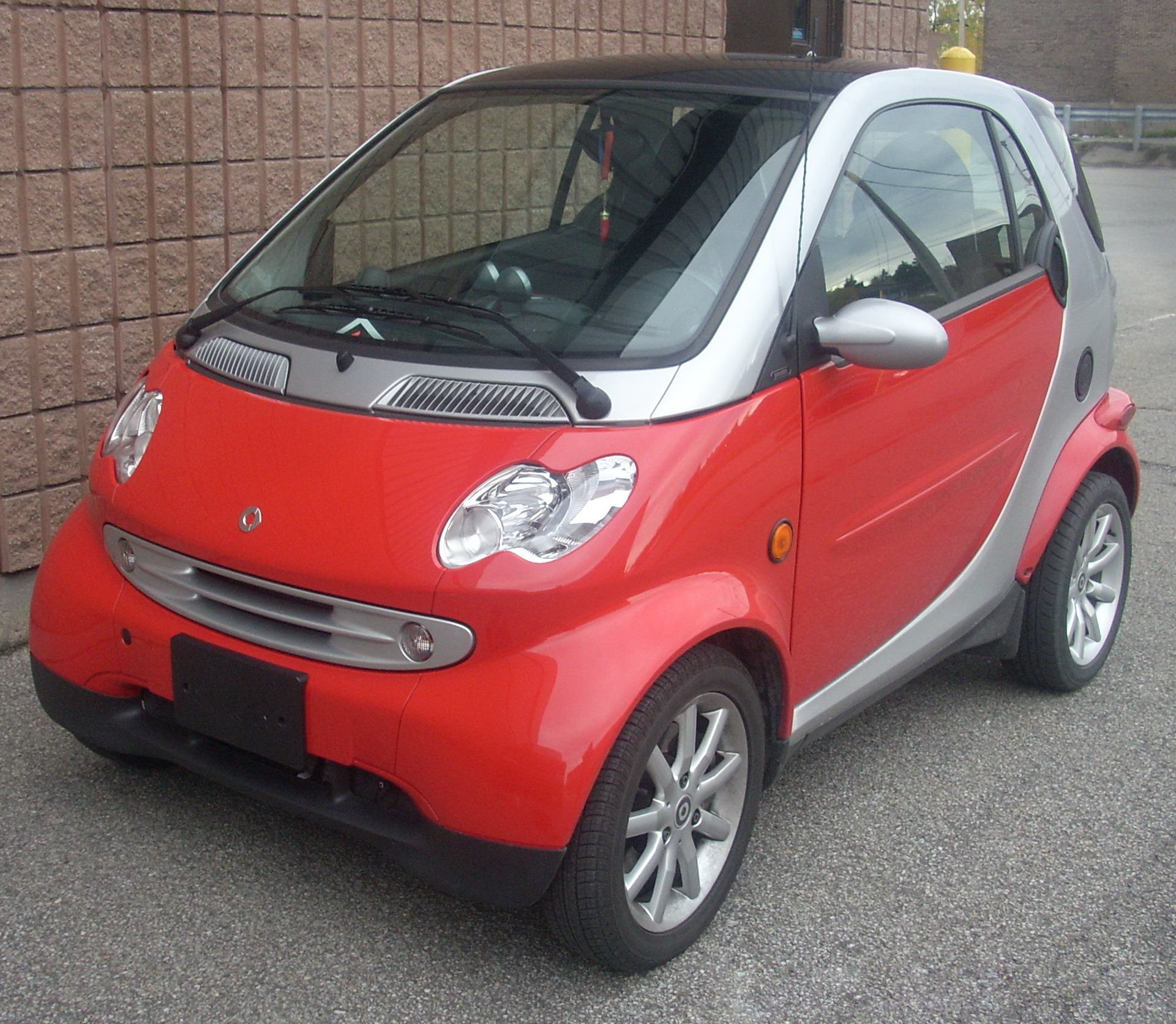
Il più piccolo turbodiesel di serie nella storia è stato montato sulle Smart Fortwo

Con i suoi 799 cm³, il motore OM660 poté fregiarsi fin dal suo debutto del titolo di motore diesel di serie più piccolo nella storia, ma fu anche uno dei più piccoli motore Mercedes-Benz di sempre, per quanto riguardava la produzione automobilistica di serie (secondo solo al motore M160, sempre della casa di Stoccarda). Si tratta infatti di un motore tricilindrico monoalbero in testa, sovralimentato mediante un piccolo turbocompressore a bassissima inerzia a 0.8 bar.

Il motore OM660 è un turbodiesel con tecnologia common rail, tecnologia che al momento del debutto di questo motore era stata introdotta solo poco tempo prima nelle berline Mercedes-Benz della Classe C. Nel motore OM660 la pressione di alimentazione in corrispondenza degli iniettori era inizialmente di 1350 bar.

Tra le altre caratteristiche di questo motore vanno citati il sistema di ricircolo dei gas di scarico, di tipo elettronico e l'albero a gomiti e le biella in acciaio fucinato. Nel suo complesso, questo motore arrivava a pesare appena 10 kg in più rispetto al tricilindrico M160 a benzina. Per le sue doti di leggerezza si riuscì ad evitare di montare un contralbero di equilibratura nonostante l'architettura a 3 cilindri.

Le ridotte dimensioni del motore OM660 ne fanno un'unità ideale per equipaggiare le piccole Smart Fortwo, ed infatti la piccola "cittadina" molto di moda negli anni 2000 è stata l'unica a conoscere tale applicazione. Il motore OM660 è caratterizzato da consumi tra i più bassi in assoluto, riuscendo ad avvicinarsi alla soglia dei 3 litri di gasolio richiesti ogni 100 km.

Inizialmente accreditato di 41 CV di potenza massima, questo motore è stato rivisitato nel 2007, usufruendo di un nuovo sistema di alimentazione common rail con pressione fino a 1600 bar, dell'aumento della pressione di sovralimentazione (fino a 1.15 bar), dell'utilizzo di iniettori a sei fori e quindi dell'aumento delle prestazioni, con potenza salita a 45 CV. Migliorano quindi anche le doti di efficienza del motore, grazie ad una migliore combustione, data da un sistema di pre-iniezione. Il getto principale dell'iniettore viene cioè anticipato da un pre-getto, meno consistente ma che favorisce un pre-riscaldamento dei cilindri. In questo modo la combustione viene ottimizzata e si riducono le emissioni di gas incombusti.

Queste sono le caratteristiche del motore OM660:
- architettura a 3 cilindri in linea;
- monoblocco e testata in lega di alluminio;
- alesaggio e corsa: 65.5x79 mm;
- cilindrata: 799 cc;
- distribuzione: un asse a camme in testa;
- testata a due valvole per cilindro, con punterie idrauliche e regolazione automatica del gioco valvole;
- alimentazione ad iniezione diretta common rail;
- sovralimentazione mediante un turbocompressore con intercooler;
- rapporto di compressione: 18.5:1;
- potenza massima: 41 CV a 4200 giri/min (dal 2007: 45 CV a 3800 giri/min; dal 2009: 54 CV a 3800 giri/min);
- coppia massima: 100 Nm a 1800 giri/min (dal 2007: 110 N·m fra 2000 e 2500 giri/min; dal 2009: 130 Nm a 2100 giri/min);
- albero a gomiti e bielle di tipo fucinato;
- applicazioni: 
  - Smart City Coupé/Cabrio CDi (1999-04);
  - Smart Fortwo Coupé/Cabrio Cdi Mk1 (2004-07);
  - Smart Fortwo Coupé/Cabrio Mk2 (2007-15).